# طريق الحج المصري
طريق الحج المصري، أُستخدم هذا الطريق على مدار أزمنة مختلفة من قبل الحجاج المصريين، بالإضافة إلى من كان يقيم فيما يُعرف الآن بليبيا وتونس والمغرب العربي ومن بعض بلاد أفريقيا الأخرى، كما كان الدرب يُستخدم من قبل الحجاج القادمين من الأندلس.

## المراحل التي مر بها الطريق
مر الطريق بأربع مراحل:
- المرحلة الأولى: امتدت منذ الفتح الإسلامي لمصر وحتى منتصف القرن الخامس الهجري وكان للطريق مساران في شبه الجزيرة العربية، أحدهما داخلي والاخر ساحلي.
- المرحلة الثانية: امتدت منذ حوالي سنة 440 هـ إلى سنة 666 هـ، وخلال تلك الفترة استخدم الحجاج المصريون السفن النيلية إلى قوص ثم يسافرون بالقوافل إلى عيذاب ثم يعبرون البحر الأحمر إلى جدة بدلاً من الطريق البري الواقع في شمال الحجاز.
- المرحلة الثالثة: امتدت منذ سنة 667 هـ إلى سنة 1301 هـ وخلالها عاد الحجاج إلى استخدام الطريق البري الساحلي.
- المرحلة الرابعة: امتدت هذه المرحلة منذ سنة 1301 هـ وحتى التاريخ المعاصر وفيها توقف استخدام الطريق البري وأصبح يستخدم الطريق البحري من السويس.

## طرق الحج المصري
- الطريق الأول (..-450هـ) سلك الحجاج هذا الطرق لمدة مايزيد على أربعة قرون، ويبدأ هذا الطريق من الفسطاط في جُب عميرة(بركة الحاج) ⬅ الصحراء المتوسطة الموقع بين الفسطاط إلى جسر القلزم السويس ⬅ القرقرة ⬅ عجرود ثم شبه جزيرة سيناء حتى الوصول إلى آيلة⬅ شرف بني عطية ⬅ مغاير شعيب (البدع) ⬅ عيون القصب(عينونه) ⬅ النبك(المويلح)⬅ ضباء ⬅ الوجه ⬅ الحوراء ⬅ الجار(الرايس) ⬅ الجحفة ⬅ قديد ⬅ عسفان ⬅ وادي فاطمة ⬅ مكة المكرمة، ومن أراد المدينة المنورة يبدأ من مغاير شعيب(البدع) ثم ذي خشب ثم المدينة.
- الطريق الثاني توقف الحج من بلاد الأندلس افريقيا على الطريق الأول قرابة قرنين بسبب الحروب الصليبية التي أستمرت من سنة 490هـ إلى سنة 690هـ، وقد كثر في هذا الطريق أعمال القرصنة مما أدى إلى نفور الحجاج من هذا الطريق، وقد حج ابن جبير سنة 579هـ على هذا الطريق، وذكر المواقع التي يمر بها الحجاج في الأراضي المصرية والتي تبدأ من الفسطاط ثم أسكر ثم منية ابن الخصيب ثم مرسى جبل المقلة ثم منفلوط ثم أسيوط ثم أبو تيج ثم أخميم ثم البلينا ثم دشنا ثم قنا ثم قوص ثم المبرز ثم الحاجر ثم اللقيطة ثم دنقاش ثم شاغب ثم محطة امتان ثم مجاج ثم العشراء ثم عيذاب على البحر الأحمر ثم جدة ثقم مكة المكرمة، وقد أستمر الحج على هذا الطريق قرنين من الزمان، وما إن زال خطر الصليبين عن بلاد الشام عاد الحجاج إلى استخدام الطريق عبر صحراء سيناء ومحاذية لساحل البحر الأحمر في شبه الجزيرة العربية.
- الطريق الثالث ذكر ابن رشيد الأندلسي في حجة سنة 685هـ منازل الحجاج على هذا الطريق، وهذه المنازل: بركة الحاج-البويب-محطة القاب-عقبة إيلة-مغاير شعيب-عيون القصب-كفافه-الوجه-اكرا-المغيرة-ينبع النخل-الدهناء-بدر-مكة المكرمة، وفي حج 884هـ دون أبو البقاء شهاب الدين منازل الحجاج وهي:البركة-البويب-المنصرف(التيه)-نخل-القريص-عرقوب البغلة-سطح العقبة-العقبة-حقل-الشرفة-وادي عفان-مغاير شعيب-عيون القصب-الشرمة-المويلح-الأزلم-سماوة الدخاخين-اصطبل عنتر ووادي الأراك-الوجه-مفترش النعام(بركة أكرا)-الحنك-الحريرة-الينبوع(ينبع)-المبرك(وادي الحمراء)-وادي الصفراء-المدينة المنورة، وأما ابن فضل الله ذكر في كتابه المسالك والممالك منازل الحجاج وهي: القاهرة-البركة- السويس-أيلة-العقبة-حقل-مدين-عيون القصب-النبك(المويلح)-الأزلم-الوجه-أكرا- منزلة -الحوراء-ينبع-الدهناء-بدر-رابغ-خليص-بطن مر-عسفان-مكة المكرمة، وقد حج على هذا الطريق عبد القادر محمد الجزيري وذكر المنازل التي يمر بها الحجاج وهي:القاهرة-بركة الحاج-البويب-مقرح عويبد-عجرود-السويس-المنصرف-وادي القباب-ثغرة حامد-بطن نخل-وادي الفيحاء-وادي القريص-المنيدرة-عراقيب البغلة-سطح العقبة-العقبة-ظهر الحمار(حقل)-الجرفين-شرفة بني عطية(الشرف)-وادي عفان-مغارة شعيب(البدع)-كبيدة-طي الناشر-أم رجيم-عيون القصب-وادي النار-الشرمة-المويلح(النبك)-دبة المويلح-وادي الطبق-طي الكبريت-وادي السلطان قايتباي-وادي القسطل-شق العجوز(الشقيق)كفافة وسلمى-حدرة دامة(أم البسيس)-راس وادي تلبة-حرامل الشريفة-اسطبل عنتر-الفيحاء-وادي الأراك-كبرة-الوجه-الرحبة-النهدين-مفرش النعام(بركة أكرا)-أكرا-الحنك-بئر القروى-المحاطم-وادي حزبان-الحريرة(تصغير حرة)-الحوراء-العقيق-صحين المرمر-وادي نبط(المغيرة)-طراطير الراعي(الأباطح)-أجل-وادي النار-دارين البقر-وادي تما-جبل الزينة-ينبع-الدهناء-واسط(العذيبية)-بدر-حنين-رملة عالج-قاع البزوة-غبقة-عقبة ودان(الحدرة)-بئر الشريف نجم الدين أبي نمى-بستان القاضي-رابغ-الجزينات-قديد-عقبة السويق-خليص-الديسة-عسفان-العقلة-جبل المنحنى-جبل العميان-وادي مر الظهران(بطن مر)-الجموم-وادي فاطمة-سرف-مكة المكرمة.[2]

## القلاع الحربية على درب الحج المصري
- قلعة صدر
- قلعة صلاح الدين بجزيرة فرعون
- قلعة عقبة إيله.[3]

## وصلات خارجية
- «طريق الحج المصري».. يضم قلاعاً تؤرخ لرحلات قاصدي الحرمين.
- طريق الحج المصري عمره ألف عام.